# 御手洗熊猫
御手洗 熊猫（ユーショウシー ションマオ）は中華人民共和国の男性推理作家。2009年4月時点で上海師範大学在学中。

## 略歴
2008年、中国のミステリ雑誌『歳月・推理』の不可能犯罪特集号（2008年6月号）に掲載された短編「異想天開之瞬移魔法」（奇想天外の瞬間移動マジック）でデビューした。その後は、『歳月・推理』や『推理世界』で作品を発表している。
デビュー前から、推理小説以外にもSFや武侠小説、純文学など様々なジャンルの小説を書いていた。推理小説での処女作は、2007年9月執筆の短編「二十角館的無頭屍」（二十角館の首なし死体）で、のちに『推理世界』2009年2月B号に掲載された。
デビュー作及び処女作には、島田荘司の小説に登場する御手洗潔をモデルにしたキャラクター「御手洗濁」が登場しており、その後もシリーズとして書き継がれている。2009年4月には著者初の単行本『御手洗濁的流浪 - 御手洗濁探案集 Mitarai Daku is Wandering』が出版され、シリーズ作品がまとめられた。この単行本の帯には、中国の本格推理ファンと書き手に向けた島田荘司の直筆メッセージが書かれている。
創作の理念は、「没有創新、就不創作」（創新（新しいものを生み出すこと）がなければ、創作はない）。小栗虫太郎の『黒死館殺人事件』に感銘を受け、御手洗濁シリーズの最後の作品として『渾濁館殺人事件』を計画しているという。
筆名は、日本式に読めば「みたらい ぱんだ」となる。

## 御手洗濁
御手洗濁（御手洗浊、みたらい だく、『島田流殺人事件』ではみたらい　にごし）は、御手洗熊猫の小説に登場する架空の人物。御手洗熊猫の小説で探偵役を務める。作品中では、御手洗潔のモデルになった流浪者とされている。

### 二十角館の首なし死体
原題は「二十角馆的无头尸」（二十角館的無頭屍）。御手洗熊猫の推理小説での処女作。短編集『御手洗濁的流浪』では1番目に収録されている。ジョン・ディクスン・カーの『三つの棺』を読んだ後に構想を得たものだという。解決編の前に、「読者への挑戦」が置かれており、事件解決の鍵はすべて本文中に記されていることが読者に向けて宣言される。
あらすじ
本格推理小説マニアの宮川は、ひょんなことから映画監督の鴉城仙冬と知り合う。鴉城は、原作に大胆な脚色を加えたミステリー映画を撮る監督として知られており、現在は綾辻行人の『十角館の殺人』を原作にした映画『二十角館の時空転倒』（二十角馆的时空倒置）を準備中だという。ある日、宮川は鴉城に誘われ、撮影のために北海道のオホーツク山に建てられた二十角館に向かう。そして、二十角館の中で俳優が拳銃自殺をする瞬間を目撃する。さらに翌日、首なし死体が発見される…。現場検証の場にふらりと現れたのは、島田荘司が御手洗潔のモデルにしたといわれている有名な「御手洗濁」だった。果たして彼は、この謎が解けるのか…？

## 作品リスト
長編
- 岛田流杀人事件 Dark side of Azoth （島田流殺人事件）- 新幻影城出版社（自費出版）、2011年3月[7]
- 侦探前传 The Gospel of Young Artists （偵探前傳） - 新譯中文出版社、2015年7月[8]
- 利马症候群 Crossing the Order （利馬症候群） - 新譯中文出版社、2015年7月　※単行本には「藩篱之钟」を併録[8]

短編集
- 御手洗浊的流浪 - 御手洗浊探案集 Mitarai Daku is Wandering （御手洗濁的流浪）- 北京出版社、2009年4月 ISBN 9787200073515
  - 二十角馆的无头尸（二十角館的無頭屍） - 『推理世界』2009年2月B号
  - 世俗边缘的歌者（世俗辺縁的歌者） - 『歳月・推理』2008年10月号（島田荘司特集号）掲載
  - 异想天开之瞬移魔法（異想天開之瞬移魔法）
  - 人体博物馆谋杀案（人体博物館謀殺案） - 『歳月・推理』2008年7月号
  - 消失的诡计不见了（消失的詭計不見了）  - 『推理世界』2008年11月B号

雑誌掲載短編
- 二律背反的诅咒（二律背反的詛咒） - 『歳月・推理』2009年7月号
- 玫瑰与十三个谜（玫瑰与十三個謎） - 『歳月・推理』2009年9月号
- 雪地怪圈（雪地怪圏） - 『歳月・推理』2009年10月号
- 圣诞夜的诅咒（聖誕夜的詛咒） - 『歳月・推理』2010年11月号・12月号
- 新占星术杀人魔法（新占星術殺人魔法） - 『歳月・推理』2011年3月号・4月号　-　『島田流殺人事件』よりの一部抜粋
- 藩篱之钟（藩籬之鐘） - 『歳月・推理』2012年2月号 - 作者「最後の純本格」と銘打たれている

評論集
- 本格的百年孤独 - 百度贴吧（中国語版）上に発表、2013年

その他
- 一个磨睛人的自白（一個磨睛人的自白） - 短篇。百度贴吧上に発表、2014年
- 一个环保主义者的失败（一個環保主義者的失敗） - 短篇。百度贴吧上に発表、2013年。GALACTICA/ギャラクティカの二次創作作品

構想中の作品
- 来自未来的密室
- 奥德赛的再航
- 四声部赋格
- 浮士德乐队
- 已注销勇闯伊甸园